# Margarete Himmler
Margarete Himmler, geboren als Margarete Boden (9 september 1893 - 25 augustus 1967) was de vrouw van Heinrich Himmler.

## Biografie
Margarete werd in 1893 geboren te Bydgoszcz (Bromberg), dat toen deel uitmaakte van het Duitse Rijk. Ze werkte als verpleegkundige tijdens de Eerste Wereldoorlog. In 1927 ontmoette ze Heinrich Himmler, ze huwden een jaar later en in 1929 werd hun enige kind, Gudrun geboren. In 1939 kreeg Himmler een relatie met zijn secretaresse Hedwig Potthast, waar Margarete pas later weet van kreeg. Met Potthast had Himmler 2 kinderen. Voor haar dochter bleef Margarete gehuwd met Himmler. 
Tijdens de Tweede Wereldoorlog werkte ze voor het Rode Kruis. Na de oorlog werd ze verhoord, maar niet beschuldigd. In 1953 werd ze alsnog veroordeeld tot een werkstraf. Ze overleed in 1967 op 73-jarige leeftijd.